# Gonzen
Le Gonzen est une montagne des Préalpes appenzelloises située dans le Sud du canton de Saint-Gall, en Suisse. S'élevant à 1 829 m d'altitude, elle constitue l'extrémité sud-est de la chaîne de l'Alvier et se trouve dans le Nord de la commune de Sargans.

## Géographie
Le Gonzen surplombe les vallées de la Seez (de) et du Rhin alpin (de).
Du côté nord, le Gonzen donne sur un plateau qui borde par l'ouest la chaîne s'étendant du Gauschla (de) au Gamsstock (de). Il présente un dénivelé d'environ 160 m seulement avec ce plateau, ce qui rend le sommet facilement accessible.

## Activités économiques
La mine de fer du Gonzen (de) est convertie en mine témoin (en) en 1983.